# Wikariat apostolski Pucallpa
Wikariat apostolski Pucallpa – wikariat apostolski Kościoła rzymskokatolickiego w Peru, podległy bezpośrednio Stolicy Apostolskiej. Został erygowany 2 marca 1956 roku. Terytorium wikariatu obejmuje części obszaru świeckich regionów Ukajali oraz Huánuco.

## Wikariusze apostolscy
- Joseph Gustave Roland Prévost Godard PME, 1956 - 1989
- Juan Luis Martin Buisson PME, 1989 - 2008
- Gaetano Galbusera SDB, 2008 - 2019
- Augusto Martín Quijano Rodríguez (od 2019)